# Nikolaj Vladimirovitj Ivanov
 Der er flere personer med dette navn, se Nikolaj Ivanov.
Nikolaj Vladimirovitj Ivanov (født 24. januar 1964 i St. Petersburg, russisk: Николай Владимирович Иванов) er en russisk fodbolddommer.
Ivanov har aldrig dømt VM- eller EM-kampe, men han har dømt tolv kampe i UEFA Cuppen